# Kaukázusi Emírség
A Kaukázusi Emirség (csecsenül Имарат Кавказ, oroszul: Кавказский Эмират) iszlamista csoport.

## Története
2007. október 7-én létrejött iszlamista militáns szervezet, amely 2016-ig fejtett ki tevékenységet. Alapítója Doku Umarov csecsen szeparatista volt. A szervezet célja, hogy egységbe tömörítse az Észak-Kaukázus muzulmán népcsoportjait az oroszok ellen és ezen népek egységével létrehozzon egy szalafista politikai berendezkedésű államot, amelynek alkotmánya is az iszlám jogrendre, a saríára épülne. Umarov, aki már a második csecsen háború folyamán de facto irányította Csecsenföldet, nevezte ki magát az állam emírjének.
Az elgondolás alapján az Emírség hat vilajetre oszlott volna: Csecsenföld, Ingusföld, Észak-Oszétia, Adigeföld és Dagesztán. Umarov és más vezetők nem egy ízben tettek olyan kijelentést, hogy szervezetük minden muszlim állama kíván lenni Oroszországban és vissza akarja hódítani az oroszok által elfoglalt ősi muszlim földeket az Urálnál, Asztrahánban és Szibériában.
Umarov dzsihádot hirdetett nemcsak Oroszországgal szemben, de más nem muzulmán vallásúakkal szemben is és kirobbantotta a jelenleg is zajló észak-kaukázusi felkelést. Lépésével a korábbi, nemzeti alapú függetlenségi küzdelmet vallási indíttatású szalafista irányú mozgalommá változtatta. Az emirátus megteremtéséért küzdő ellenállók több gerillatámadást szerveztek az orosz hadsereg ellen, illetve hajtottak végre merényleteket Oroszországban, de ők voltak a felelősek a 2013-as bostoni robbantásért is. Az Emírséget Oroszország, majd később az Egyesült Államok, az ENSZ, Nagy-Britannia, Kanada és az Egyesült Arab Emírségek is terrorszervezetté nyilvánította.
Vlagyimir Putyin orosz elnöknek sikerült a csecsen lakosságot maga mellé állítani, így megerősödhettek az orosz-barát politikusok is. Az Emírségnek így nem sikerült olyan jellegű hatalomra szert tennie, mint a csecsen szeparatistáknak az első és második csecsen háborúban.
2010-ben a Kaukázusi Emírség vállalta magára a moszkvai metróban, a Lubjanka és a Park Kulturi metróállomásokon elkövetett robbantásos merényleteket. A terrorcselekményeknek 41 halálos és 88 sebesült áldozata volt, köztük az oroszok mellett tadzsik, kirgiz, Fülöp-szigeteki, izraeli és malajziai utasok.
2015 után a Kaukázusi Emírség harcosainak tevékenysége csökkent, mivel az orosz biztonsági erőknek sikerült likvidálniuk Ibn al-Hattáb kaukázusi arab hadurat, valamint több másik vezetőt, s Umarov is eddig tisztázatlan körülmények között halt meg. Az ellenállás jelentősen meggyengült, de legtöbbje az emirátus harcosainak inkább beállt harcolni a szíriai és iraki polgárháborúba. Több harcosuk európai területen maradt és a kelet-ukrajnai háborúban vesz részt.
A Kaukázusi Emírség lényegében azonos elveket képvisel az Iszlám Állammal, gyakorlatilag annak előfutára. De ellentétben az Iszlám Állammal nem volt képes egy valódi államapparátust kiépíteni, mivel a szeparatisták nem birtokoltak semmilyen területet, tevékenységük végig gerillaharc formájában nyilvánult meg, a területek irányítása végig az orosz-párti vezetők kezében volt, akiket a lakosság és az orosz hadsereg is segített. Miután az emirátus harcosai betársultak az Iszlám Állam hadseregébe, az a Kaukázust saját vilajetjének (tartományának) tekinti.